# DN1P
De DN1P (Drum Național 1P of Nationale weg 1P) is een weg in Roemenië. Hij loopt van Uileacu de Criș naar Sărsig. De weg is 22 kilometer lang. 